# 데카당스

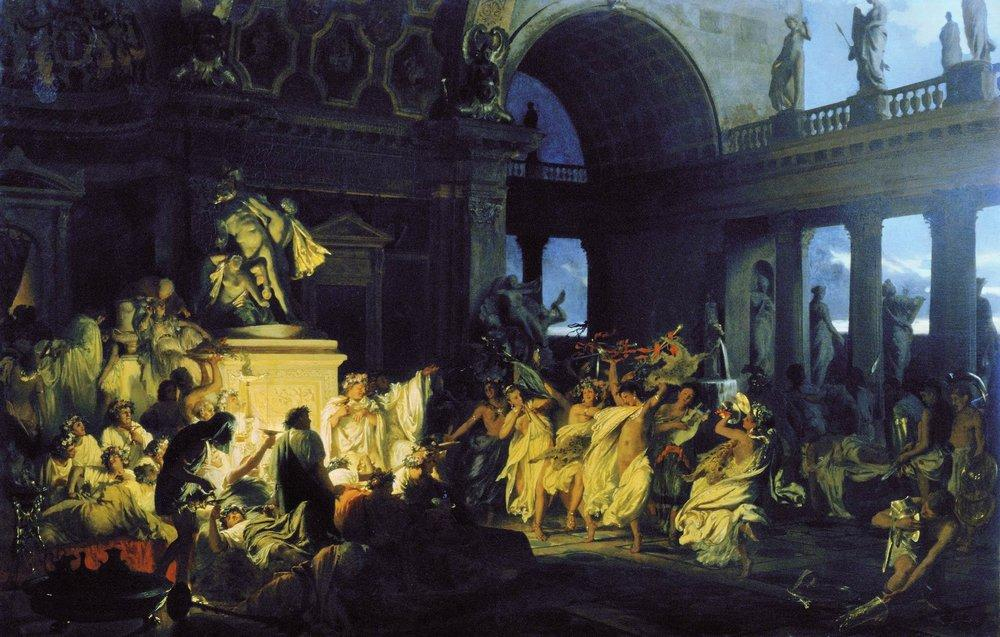
헨릭 시에미라즈키의 작품, 로마 제국의 난교

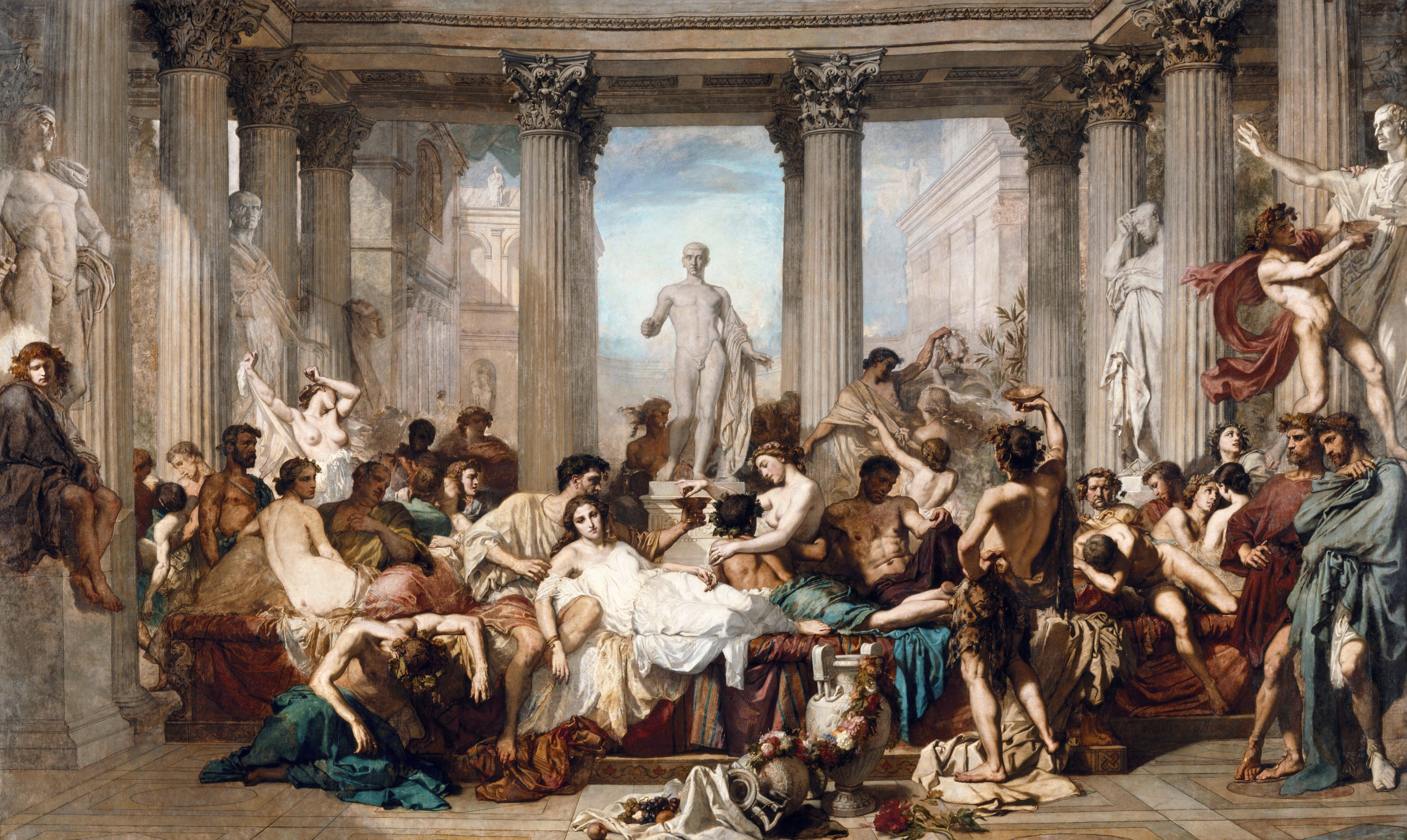
토마 쿠튀르의 작품, 퇴폐 시대의 로마인들

데카당스(Décadence)는 19세기 말, 절망 끝에 선정주의, 자기중심주의, 기이하고 인위적이며 퇴폐적이고 이국적인 감각과 경험을 추구하는 경향을 강조한 운동이다. 나아가 이는 예술, 문학, 과학, 기술, 노동 윤리의 쇠퇴를 의미하기도 하며 (매우 느슨하게) 방종한 행위를 뜻하기도 한다. 퇴당파(頹唐派)·퇴폐파(頹廢派)라고도 한다.
현대에 이 용어는 도덕적인 비난의 일종이자, 고대부터 전 세계적으로 나타난 도덕적 쇠퇴가 객관적으로 관찰 가능하며, 사회의 파괴를 필연적으로 선행한다는 생각을 받아들이는 것으로 받아들여지기도 한다. 이러한 이유로 현대 역사가들은 이 용어를 조심스럽게 사용한다.
사회나 제도가 쇠퇴하고 있다는 생각은 쇠퇴론이라고 불린다. 쇠퇴론은 "마음의 속임수"이자 "현재가 견딜 수 없을 정도로 암울해 보일 때 편안하게 안길 수 있는 정서적 전략"으로 묘사되어 왔다. 쇠퇴론의 인기에 기여하는 다른 인지적 요인으로는 회상 고점과 긍정 효과, 부정 편향이 있다. 장밋빛 회상과 같은 인지 편향으로 인해 과거를 더 좋게 보고 미래를 더 부정적으로 보는 경향 때문에 발생할 수도 있다.
문학에서 퇴폐주의는 프랑스의 세기말에 상징주의 및 유미주의 운동과 뒤섞여 유럽과 미국 전역으로 퍼져나갔다. '데카당스'라는 칭호는 원래 비판적 의미로 사용되었으나, 곧 일부 작가들 스스로 자랑스럽게 채택했다. 퇴폐주의자들은 자연보다 인공을, 단순함보다 정교함을 찬양하며, 비평가들이 병적이고 지나치게 정교하다고 여겼던 주제와 스타일을 수용함으로써 당대의 쇠퇴론 담론에 도전했다. 이들 작가 중 일부는 고딕 소설의 전통과 에드거 앨런 포의 시와 소설에 영향을 받았다.

## 어원
중세 라틴어(dēcadentia)에서 유래하여 16세기 프랑스어에 등장했으며 곧바로 영어에 유입되었다. 19세기 후반까지는 부패, 감소 또는 쇠퇴라는 중립적인 의미를 지녔으나, 사회 퇴화에 대한 새로운 이론의 영향으로 현대적 의미가 형성되었다.

## 역사

### 고대 로마
퇴폐는 후기 로마 제국 엘리트 문화에 대한 흔한 비판으로, 초기 역사학과 19세기 및 20세기 초 로마 생활을 묘사한 예술 작품에서도 많이 볼 수 있다. 이 비판은 후기 로마 제국을 사치에 탐닉하고 "사치, 나약함, 성적 일탈"뿐만 아니라 "난교와 감각적 방종"으로 특징지어진 극단적인 형태를 묘사한다.

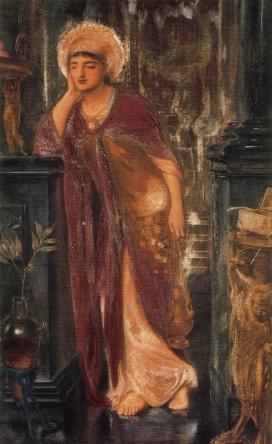
시메온 솔로몬의 태양의 대제 엘라가발루스 (1866)

#### 빅토리아 시대 로마 퇴폐 예술 작품
캘리포니아 대학교 로스앤젤레스의 조셉 브리스토 교수에 따르면, 로마의 퇴폐와 빅토리아 시대의 운동은 "퇴폐적 역사주의"라는 개념을 통해 연결된다. 특히, 퇴폐적 역사주의는 "1880년대와 1890년대 작가들 사이에서 후기 로마 시대를 포함한 과거의 퇴폐적 인물들의 지속적인 권위에 대한 관심"을 의미한다. 브리스토의 주장은 시메온 솔로몬의 그림 태양의 대제 엘라가발루스 (1866)의 제목이 된 엘라가발루스가 빅토리아 시대 운동의 "퇴폐적 아이콘"이었음을 언급한다. 브리스토는 또한 "[그림의] 이미지가 세기말 퇴폐와 관련된 많은 특성들을 [그의]…기이함과 함께 불러일으킨다"며, "이로써 빅토리아 시대 후기 작가들이 새로운 성적 근대성을 상상하도록 영감을 주었다"고 언급한다.

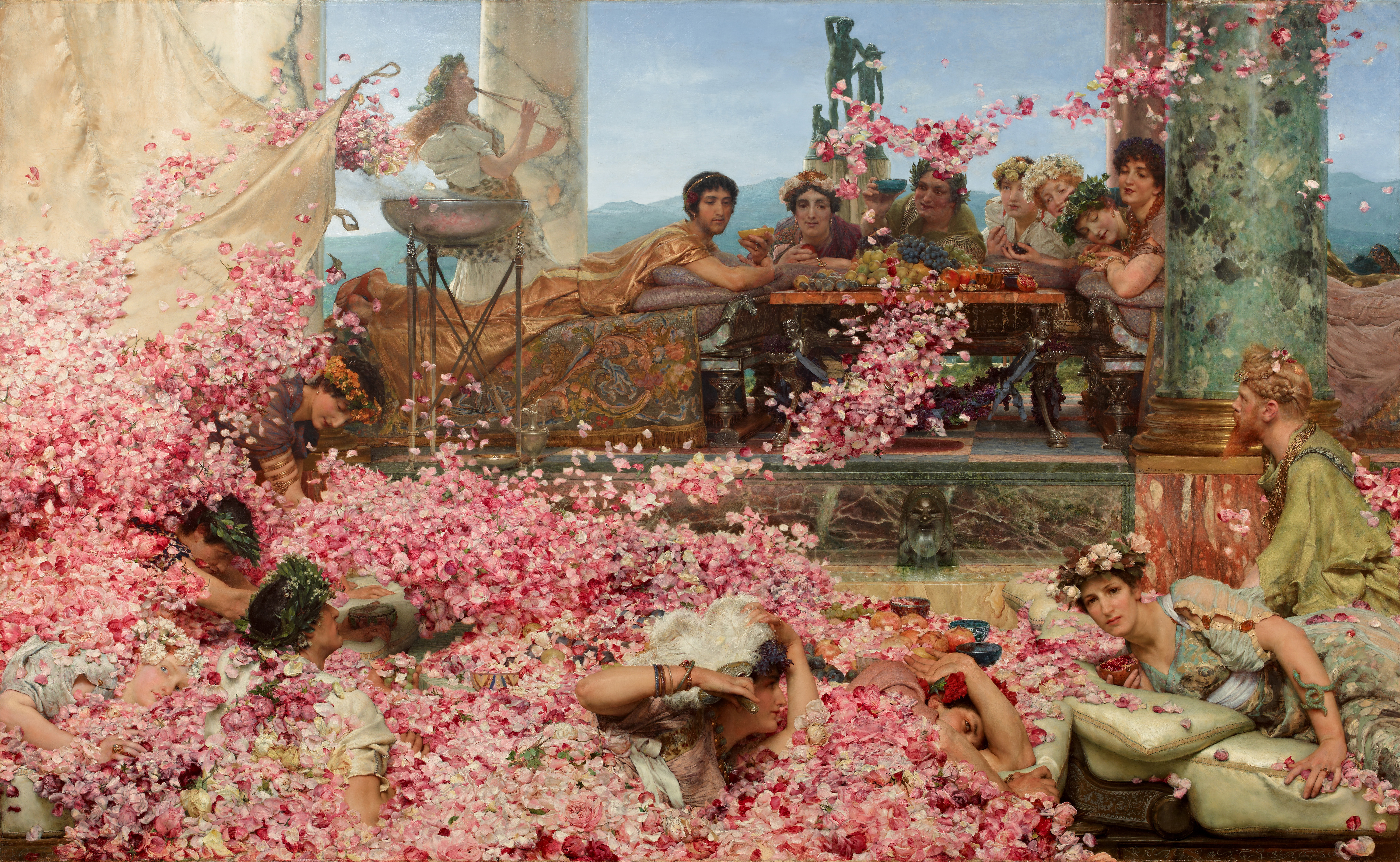
로런스 알마타데마 경의 엘라가발루스의 장미 (1888)

엘라가발루스는 로런스 알마타데마 경의 엘라가발루스의 장미(1888)의 주제이기도 한데, 로즈메리 배로 교수에 따르면 이는 "작가의…로마 퇴폐에 대한 가장 영광스러운 탐닉"을 나타낸다. 배로에 따르면 "[장면의] 진정성은 작가에게 거의 중요하지 않았으며, 그 매력은 후기 로마 제국의 흥미롭고 화려한 비전을 제공하는 데 있다." 배로는 또한 "알마타데마의 로마 주제 그림들이 역사적, 문학적, 고고학적 자료를 스스로 활용하는 경향이 있다"고 언급한다. 따라서 원작의 "'제비꽃과 다른 꽃'" 대신 그림에 장미가 등장하는 것은 "로마 세계가 유흥과 호화로운 과도함의 추가적인 의미를 지녔다"는 점을 강조한다.

### 퇴폐주의 운동

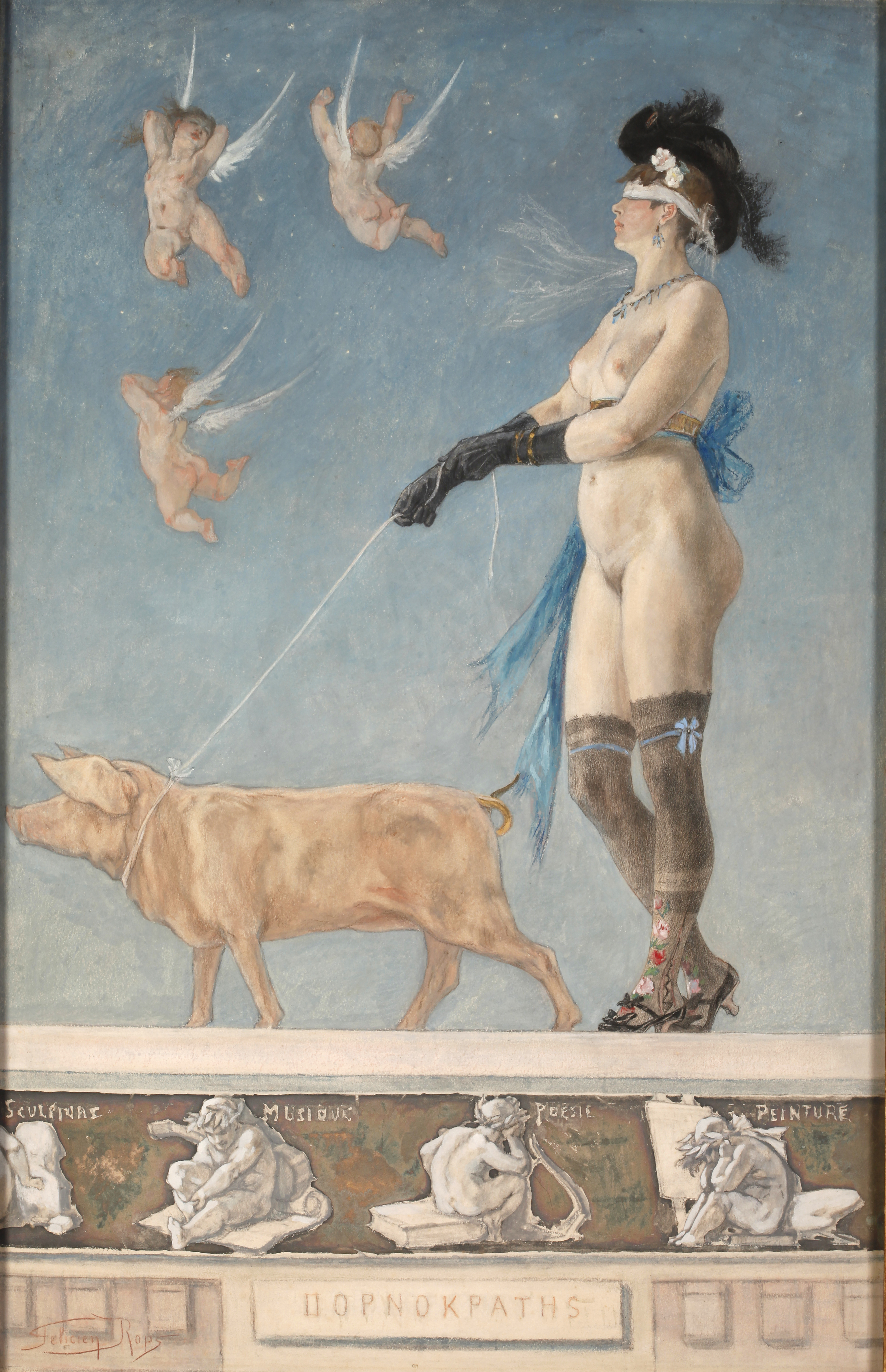
펠리시앙 롭스의 포르노크라테스 (1878)

데카당스는 19세기 후반에 자연에 대한 초기 낭만주의자들의 순진한 시각보다 인공물을 중요시했던 많은 작가들에게 붙여진 이름이다. 그들 중 일부는 이 이름을 자랑스럽게 채택하여 스스로를 데카당트라고 불렀다. 대체로 그들은 고딕 소설의 전통과 에드거 앨런 포의 시와 소설에 영향을 받았으며, 상징주의 및 유미주의와 관련이 있었다.
이러한 퇴폐의 개념은 18세기, 특히 몽테스키외와 존 윌모트로부터 시작되었다. 이는 데지레 니사르가 빅토르 위고와 낭만주의 전반에 대해 비난의 용어로 사용한 이후 비평가들에게 비난의 용어로 받아들여졌다. 테오필 고티에와 샤를 보들레르와 같은 후기 낭만주의자들은 이 단어를 자부심의 상징으로, 그들이 평범하다고 생각했던 "진보"에 대한 거부의 표시로 받아들였다. 1880년대에는 일단의 프랑스 문학 작가들이 스스로를 데카당트라고 불렀다. 이 그룹의 고전 소설은 조리스-카를 위스망스의 『거꾸로』로, 종종 최초의 위대한 퇴폐주의 작품으로 여겨지지만, 다른 이들은 이 영예를 보들레르의 작품에 돌린다.
영국과 아일랜드에서 퇴폐주의 운동과 관련된 주요 인물은 아일랜드 작가 오스카 와일드였다. 다른 중요한 인물로는 아서 시먼즈, 오브리 비어즐리, 어니스트 다우슨 등이 있다.
상징주의 운동은 퇴폐주의 운동과 자주 혼동되었다. 1880년대 중반에 몇몇 젊은 작가들은 언론에서 경멸적으로 "퇴폐적"이라고 불렸다. 장 모레아스의 선언문은 주로 이러한 논쟁에 대한 반응이었다. 이 작가들 중 소수는 이 용어를 받아들였고 대부분은 피했다. 상징주의와 퇴폐주의의 미학이 일부 영역에서 겹칠 수 있지만, 둘은 여전히 구별된다.

### 1920년대 베를린
베를린의 이 "비옥한 문화"는 아돌프 히틀러가 1933년 초에 권력을 잡고 국가사회주의 독일 노동자당에 대한 모든 저항을 진압할 때까지 이어졌다. 마찬가지로 독일 극우파는 베를린을 퇴폐의 온상으로 비난했다. 지난 10년 동안 베를린 안팎에서는 건축 및 디자인(바우하우스, 1919~33), 다양한 문학(알프레트 되블린, 베를린 알렉산더플라츠, 1929), 영화(프리츠 랑, 메트로폴리스, 1927; 마를레네 디트리히, 푸른 천사, 1930), 회화(게오르게 그로스), 음악(베르톨트 브레히트와 쿠르트 바일, 서푼짜리 오페라, 1928), 비평(발터 벤야민), 철학/심리학(카를 융), 패션을 포함한 새로운 문화가 발전했다. 이 문화는 우익들에게 퇴폐적이고 파괴적인 것으로 간주되었다.
영화는 이 시기 베를린에서 엄청난 기술적, 예술적 발전을 이루었으며, 영향력 있는 운동인 독일 표현주의를 탄생시켰다. "토키", 즉 유성 영화도 유럽 전역에서 일반 대중에게 더 인기를 얻고 있었고, 베를린에서는 이러한 영화가 많이 제작되었다.
1920년대 베를린은 W. H. 오든, 스티븐 스펜더, 크리스토퍼 이셔우드와 같은 영어권 작가들에게도 안식처가 되었다. 이셔우드는 일련의 '베를린 소설'을 썼고, 이는 연극 『나는 카메라』에 영감을 주었으며, 나중에 뮤지컬 『카바레』와 아카데미상 수상작인 동명의 영화 『카바레』로 각색되었다. 스펜더의 반자전적 소설 『템플』은 당시 그곳의 분위기와 태도를 생생하게 보여준다.

### 퇴폐적 허무주의 예술

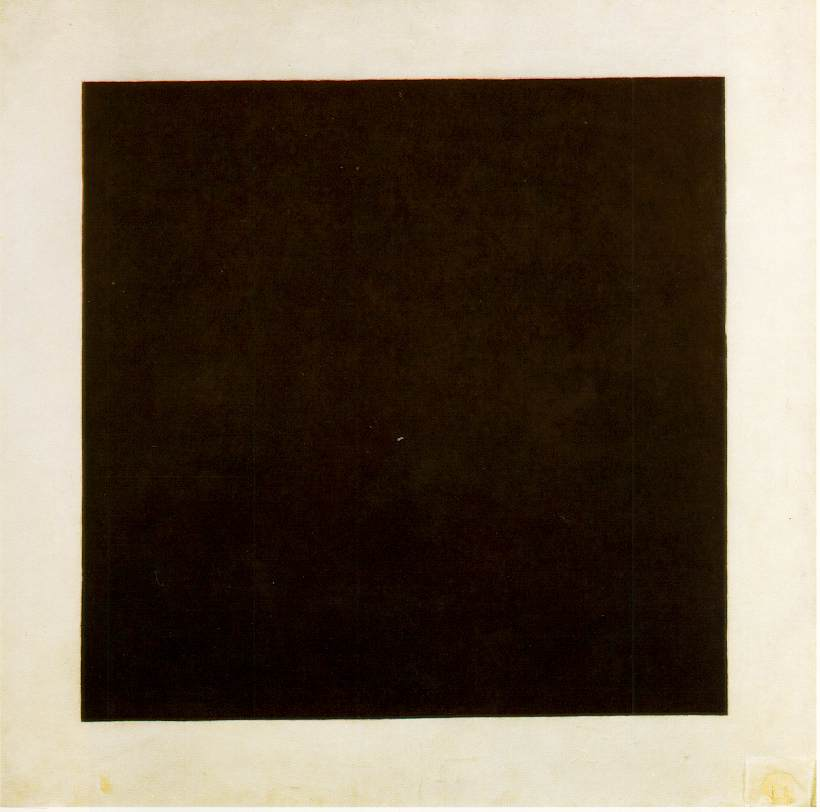
카지미르 말레비치의 "검은 사각형"

퇴폐 철학은 독일 철학자 아르투어 쇼펜하우어 (1788~1860)의 작업에서 유래한다. 그러나 철학자인 프리드리히 니체(1844~1900)가 현대 퇴폐를 더욱 영향력 있는 규모로 개념화한 인물로 여겨진다. 퇴폐를 어떤 조건에서든, 궁극적으로 무언가나 누군가가 될 수 있는 것을 제한하는 것으로 간주하면서, 니체는 자신의 허무주의 탐구를 사용하여 예술, 문학, 과학의 쇠퇴를 위협하는 전통적인 가치와 도덕을 비판했다. 일반적으로 허무주의는 도덕적 원칙을 거부하는 것으로, 궁극적으로 삶이 무의미하다고 믿는 것이다. 니체에게 허무주의는 오래된 가치가 그 영향력을 잃고, 그에 따라 사회에서 목적이 사라지면서 서구 문명의 궁극적인 운명이었다. 퇴폐와 미적 허무주의의 증가를 예측하면서, 예술가들은 아름다움의 추구를 포기하고 대신 이해할 수 없는 혼돈을 환영할 것이다. 예술에서는 큐비즘과 초현실주의와 같이 허무주의와 연결된 운동들이 있으며, 이는 포기된 관점을 통해 자신의 의식적인 마음의 잠재력을 발휘하도록 촉진한다. 

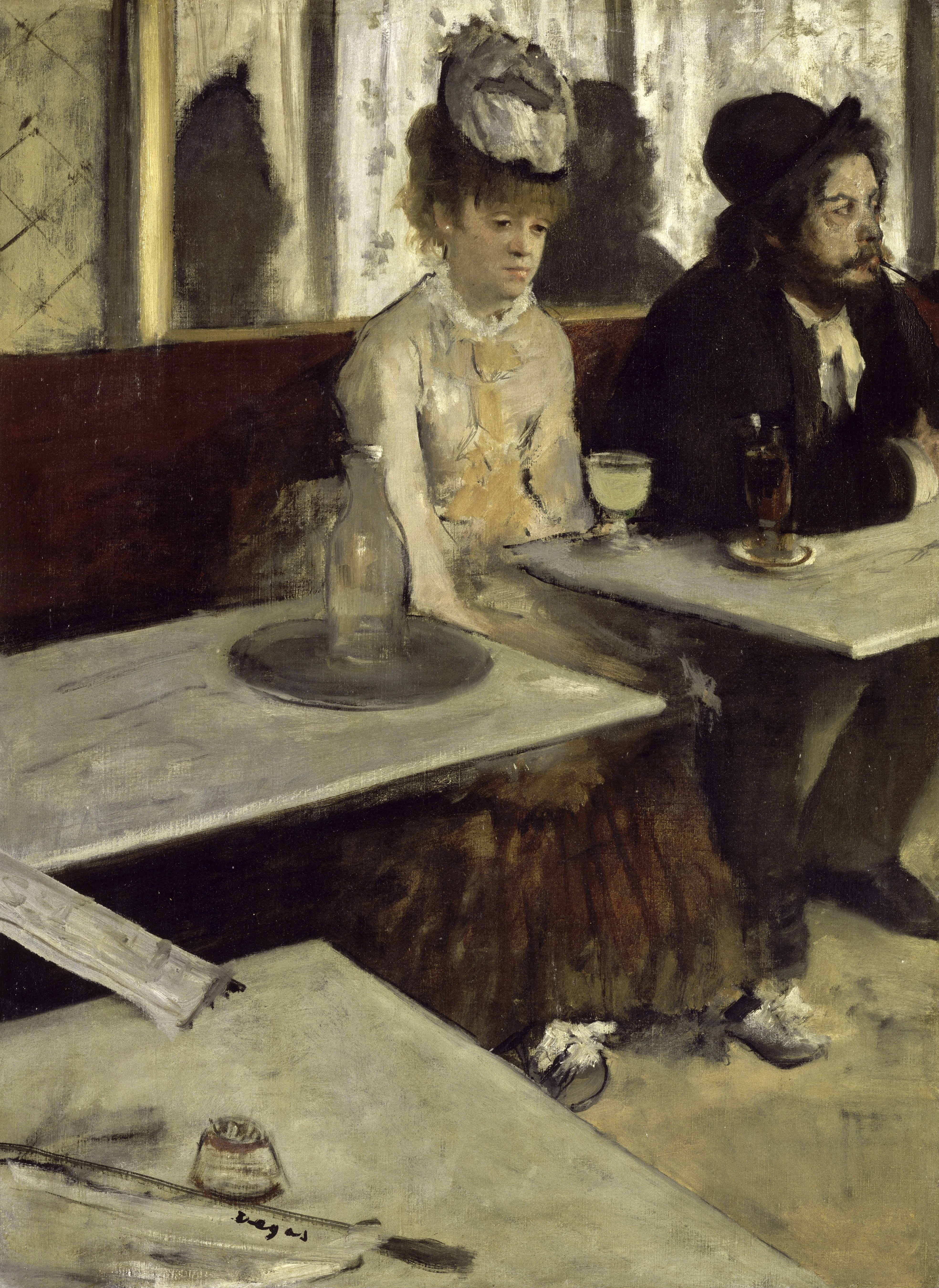
에드가 드가의 "압생트"

이 때문에 1875-76년 에드가 드가의 『압생트』와 1915년 카지미르 말레비치의 『검은 사각형』과 같은 그림들이 탄생했다. 1876년에 처음 전시된 『압생트』는 비평가들에게 혹평을 받으며 조롱당하고 혐오스럽다는 평을 들었다. 어떤 이들은 테이블에 앉은 여성 앞에 놓인 알코올음료인 압생트 잔이 도덕에 대한 타격이라고 말한다. 악의적이고 매우 무례하다고 여겨진 드가의 예술은 퇴폐를 통해 우울과 행복 사이를 오가는 듯한 무작위적 대상들의 모호함을 표현하는 방식으로 사용되었다. 허무주의를 동의어처럼 사용하며, 드가는 자신의 그림들을 주로 존재 전체에 대한 절망감이라는 일반적인 분위기로 나타냈다. 이 작품을 카지미르 말레비치의 『검은 사각형』과 비교할 때, 서양 전통의 추상적 허무주의 예술은 20세기 초에야 비로소 모습을 드러내기 시작했다. 말레비치가 이 작품을 인식한 방식은 절대주의와 연결된 철학, 즉 말레비치 자신이 말한 "해방된 무의 흰 공허함"을 경험하기 위한 비객관성을 불러일으키는 회화의 새로운 리얼리즘을 포용했다. 허무주의에서 삶은 어떤 의미에서는 진리가 없으므로, 어떤 행위도 다른 행위보다 객관적으로 선호될 수 없다. 말레비치의 퇴폐적인 그림은 현실 묘사를 완전히 포기하고 대신 자신만의 새로운 형태의 세계를 창조한다. 이 그림이 처음 전시되었을 때, 사회는 제1차 세계 대전 중이었고 말레비치는 새로운 내일의 상징으로 새로운 사회 혁명을 반영하며 과거를 무시하고 앞으로 나아갔기에 대중은 혼란에 빠졌다. 이 그림과 드가의 그림 때문에 퇴폐는 허무주의의 생리적 토대로 묘사될 수 있으며, "퇴폐적 허무주의"라는 용어를 만들어낸다. 이는 세상 너머에, 헛된 미덕 속에 존재하는 것을 의미한다. 니체에 따르면, 서양의 형이상학적 허무주의적 사고는 허무주의적 신의 개념에 기반한 '타자' (자기 자신 외의 존재)의 확인 때문에 퇴폐적이다. 예술가가 취하는 극단적인 입장이 그들의 작품을 퇴폐적으로 만든다.

## 퇴폐적 미학

### 논란
블라디미르 나보코프의 『롤리타』 (1955)
퇴폐적 미학은 논란이 되곤 한다. 퇴폐적 문학의 영향을 통해 형성된 논란의 여지가 있는 작품으로는 러시아계 미국인인 블라디미르 나보코프의 소설 『롤리타』가 있다. 『롤리타』는 소아성애자의 시점에서 서사를 표현하면서 나보코프의 퇴폐 문학과의 담론을 직접적으로 나타낸다. 켄트 대학교의 윌 노먼에 따르면, 이 소설은 에드거 앨런 포와 샤를 보들레르와 같은 퇴폐와 관련된 저명한 역사적 인물들을 많이 언급한다. 노먼은 "... 『롤리타』는 시간적, 윤리적 제약의 실패가 미국 문학에서 모더니즘 역사의 지배적인 서사를 방해하는, 대서양 횡단 퇴폐 전통의 위험한 재건으로 나타난다"고 말한다. 『롤리타』는 의도적으로 도덕적 쇠퇴를 보여주는 동시에 나보코프 시대의 윤리를 무시한다. 역사에서 그 시대적 위치에 대한 강조는 퇴폐 문학 자체의 중간 상태를 포착한다. 노먼은 "... 나보코프는 자신의 '에드거 H. 험버트'를 통해 미국 지역주의와 모더니즘적 세계시민주의 사이의 긴장을 재현하며, 유럽의 유미주의자가 돌로레스와 함께 로드 트립을 떠난다..."고 설명한다. 이 텍스트는 나보코프가 미국 문화의 많은 사회적 불균형을 재현하려는 욕구를 보여주며, 그의 등장인물 H. 험버트를 통해 도덕적 판단의 결여를 보여준다. 노먼은 계속해서, "나보코프의 텍스트는 역동적인 역사적 주체로서, (캐리커처에서 복잡한 문학 지식인에 이르기까지) 포를 통째로 현재로 가져오고 독자의 손에 그의 비판이 용이하게끔 한다"고 말한다. 나보코프는 판단을 독자의 손에 맡김으로써, 『롤리타』를 통해 퇴폐가 사회에 대한 윤리적 또는 도덕적 의무에 제시하는 복잡성을 다룬다. 노먼은 결론적으로, "『롤리타』는 윌리엄 포크너의 『음향과 분노』 (1929)와 F. 스콧 피츠제럴드의 『밤은 부드러워라』 (1934)와 같이 근친상간과 성적 병리라는 주제를 퇴폐적 미학에 동화시켜 유럽의 시간성을 미국 사회의 근대성과 충돌시키는 효과를 가져온다"고 말한다. 논란의 여지가 있는 방식을 사용하여 나보코프는 퇴폐적 미학을 통해 역사적 전환의 순간을 기록한다.

#### 퇴폐주의 속 여성
퇴폐 문학의 문체적 선택이 윤리적 논쟁을 일으킬 뿐만 아니라, 문학 속 여성의 존재 또한 정치적 논란을 야기한다. 체코 프라하 대학교 강사인 비올라 파렌테-차프코바는 퇴폐적 문학 구조를 따르는 여성 작가들이 여성주의 운동의 동시적 영향 때문에 간과되어 왔다고 주장한다. 여성이 여성의 권리를 주장하기 위한 목적 있는 산문 때문에 도덕성을 글에서 분리할 수 없다는 믿음은 여성혐오의 주제를 시사하며, 남성들이 사회 변화에 대한 욕구의 가능성 때문에 여성을 퇴폐주의 작가로 간주하는 것을 배제했다는 점을 의미한다.

#### 사회 변화
퇴폐는 "특정 집단의 경험에서 비롯된 이념적 현상이며, 상류층 중산층의 미학이 되었다"는 세계관을 제시한다. 유럽 산업화와 도시화의 변화는 프롤레타리아, 핵가족, 기업가 계층의 발전을 이끌었다. 퇴폐의 가치는 "이전의 그리고 아마도 더 활기찬 부르주아지의 가치"에 대한 반대로 형성되었다. 미학적으로 진보는 쇠퇴로, 활동은 목표 지향적인 노동 대신 놀이로, 예술은 삶의 방식으로 변한다. 급격한 산업화 이후 사회 구조의 변화를 관찰하는 개인들에게 진보의 개념은 반항해야 할 대상이 된다. 왜냐하면 이러한 현실 세계의 진보가 그들을 뒤처지게 하는 것처럼 보이기 때문이다.

## 현대적 관점

### 포스트모더니즘과 퇴폐의 연결
퇴폐주의 시대가 끝난 지 거의 한 세기가 지났음에도, 그 정신과 동력은 다음 세기말까지 계속되었다. 무의식적으로 선대의 퇴폐주의자들의 발자취를 따르면서, 포스트모더니스트들은 많은 동일한 습관들을 지니게 되었다. 두 집단 모두 사회의 모든 새로운 경험에 동시에 지쳐 있었지만, 여전히 모든 것을 경험하려는 노력을 기울였다. 포스트모더니스트는 모더니즘적 해체에 대한 자신들의 욕구를 동시에 인식하면서도, 죽어가는 선배들의 결과물들을 즐겼다. 새로운 것에 대한 이러한 탐욕스러운 시선은 실제 퇴폐주의자들의 삶을 반영하는데, 그들 역시 자신들의 시대의 근대성이 제공하는 모든 새로운 경험을 즐겼다. 두 사건 모두 세계화의 확장과 깊이 얽혀 있었다. 퇴폐주의자들이 문학 및 시각 예술 추구와 창작에서 보여준 삶에서 볼 수 있듯이, 포스트모더니스트들도 더 많은 전 세계적인 연결과 경험을 얻었다. 포스트모더니즘이 부상하는 동안, 세계화를 지지하는 권력과 부의 명확한 집중이 있었다. 이러한 적용할 수 있는 권력의 부활은 해체를 사랑하는 포스트모더니스트의 욕구를 재구성하여, 세계화된 삶의 모든 새로움에 탐닉하게 했다. 세계에 대한 전 세계적 시각에 대한 이러한 새로운 관심은 다양한 예술적 표현 형태에 대한 새로운 관심으로 이어졌다.

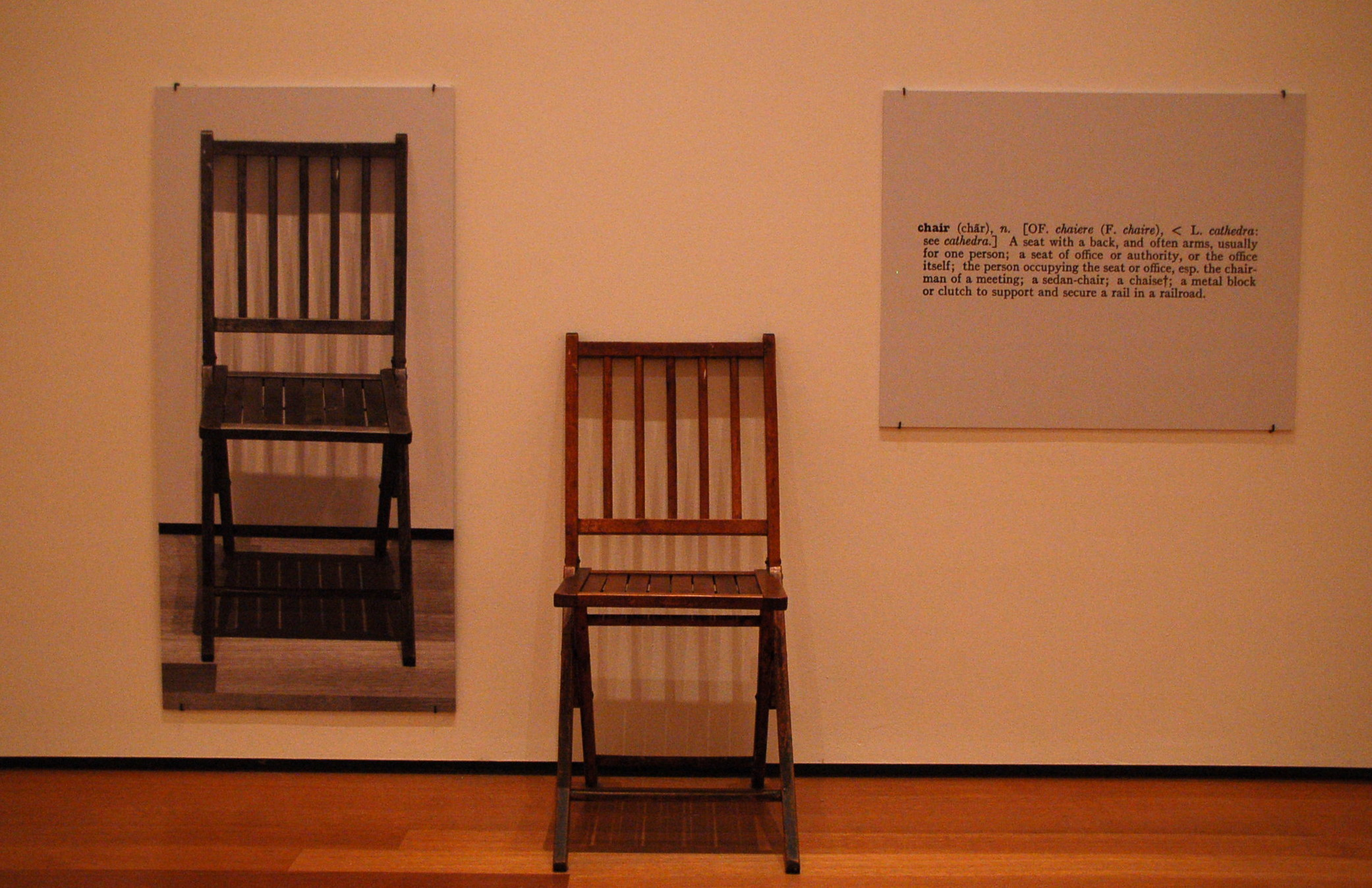
조셉 코수스의 하나이면서 셋인 의자, 1965

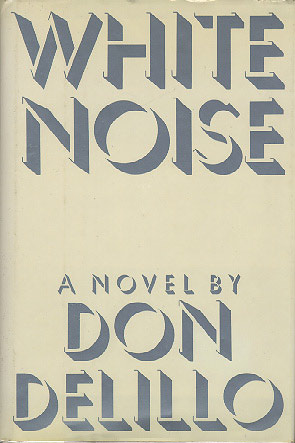
돈 디릴로의 화이트 노이즈, 1985.

모더니즘은 억압적인 본성을 통해 대중문화를 경시하는 경향이 있는데, 이는 특정 예술 작품을 다른 것들보다 특권화하여 엘리트주의적이고 통제적인 것으로 보일 수 있다. 그 결과, 포스트모던 예술가와 작가들은 정전에 대한 경멸을 발전시켰고, 전통과 본질주의를 거부했다. 이러한 특권에 대한 경멸은 철학, 과학, 그리고 물론 정치 분야로 확장되었다. 피에르 부르디외는 이러한 새로운 하위 계층의 태도와 부르주아 출신 학생들로 구현된 포스트모던 이론가들과의 관계에 대한 통찰력을 제공한다. 그들은 학문적으로 그림자처럼 지내다가 학교에서 예술적 흥미를 추구하기 시작했다. 그들은 학교의 판단처럼 이성과 과학에 호소하여 권력으로 (돌아가는) 길을 막는 판결의 희생자이며, 과학, 권력, 과학의 권력, 그리고 무엇보다도 현재의 승리한 기술처럼 스스로를 정당화하기 위해 과학에 호소하는 권력을 재빨리 비난한다. 이러한 포스트모던 사고방식은 경쟁과 위계를 회피하는 반제도적인 기질에 의해 인도된다. 이러한 시스템은 예술이 라벨에 의해 제한되도록 허용하며, 포스트모던 작품은 정의하기 어렵다. '금기'와의 싸움과 '콤플렉스'의 해체를 명목으로, 그들은 지적 생활 방식의 가장 외부적이고 쉽게 빌릴 수 있는 측면들, 즉 해방된 매너, 외모나 의상상의 파격, 해방된 포즈와 자세를 채택하고, 아직 합법적이지 않은 문화(영화, 스트립 만화, 언더그라운드), 일상생활(거리 예술), 개인적 영역(성욕, 화장, 육아, 여가), 그리고 실존적 영역(자연과의 관계, 사랑, 죽음)에 경작된 태도를 체계적으로 적용한다. 그들의 예술은 모더니스트의 태도를 직접적으로 비판하고, 반항을 통해 포스트모던 예술가와 작가들에게 새로운 자유감을 부여하는 존재 방식으로 진화한다.

### 자크 바전

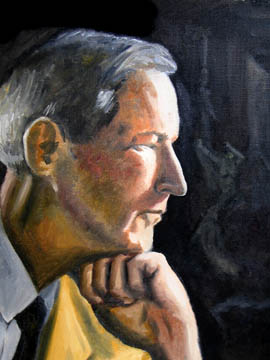
『새벽에서 퇴폐까지』의 저자, 자크 바전

역사학자 자크 바전 (1907-2012)은 도덕적 판단과는 독립적인 퇴폐의 정의를 제시한다. 그의 베스트셀러 『새벽에서 퇴폐까지: 500년간의 서구 문화 생활』 (2000년 출판)에서 그는 퇴폐 시대를 "예술과 삶의 형태가 고갈된 것처럼 보이고, 발전 단계가 모두 끝났으며, 제도들이 고통스럽게 기능하는" 시기로 묘사한다. 그는 자신의 관점에서 "퇴폐적"이라는 말이 "비하"가 아니라 "기술적 용어"임을 강조한다.
바전을 언급하며, 뉴욕 타임스 칼럼니스트 로스 두댓은 퇴폐를 "높은 수준의 물질적 번영과 기술 발전을 이루었음에도 경제적 침체, 제도적 부패, 문화적·지적 고갈" 상태로 규정한다. 두댓은 21세기 서구 세계를 교착 상태와 침체로 특징지어지는 "퇴폐의 시대"로 본다. 그는 2020년 사이먼 & 슈스터에서 출판된 『퇴폐 사회』의 저자이기도 하다.

### 프리아 비스와링감
호주 다큐멘터리 및 영화 제작자 프리아 비스와링감은 1960년대 후반부터 서구 세계가 쇠퇴하고 있다고 본다. 비스와링감은 2006년과 2007년에 방영된 6부작 다큐멘터리 TV 시리즈 『퇴폐: 현대 생활의 무의미함』과 2011년 다큐멘터리 영화 『퇴폐: 서구 세계의 쇠퇴』의 저자이다.
비스와링감에 따르면, 서구 문화는 1215년 마그나 카르타와 함께 시작되어 르네상스, 종교 개혁, 미국 건국, 계몽시대를 거쳐 1960년대 사회 혁명으로 절정에 달했다.
1969년 달 착륙, 미라이 학살, 우드스톡 페스티벌, 알타몬트 스피드웨이 콘서트가 있었던 이후 "퇴폐는 서구의 쇠퇴를 묘사한다"고 비스와링감은 말한다. 그는 증가하는 자살률, 항우울제 중독, 과장된 개인주의, 해체된 가정, 종교적 신념 상실, 그리고 "트레드밀 소비, 소득 불평등 증가, B급 리더십" 및 가치 판단의 유일한 기준으로 돈을 쇠퇴의 증상으로 꼽는다.

## 마르크스주의에서의 사용

### 레닌주의
블라디미르 레닌에 따르면, 자본주의는 최고 단계에 도달하여 더 이상 사회의 전반적인 발전을 제공할 수 없었다. 그는 경제 활동의 활력 감소와 불건전한 경제 현상의 증가를 예상했는데, 이는 사회적 필요를 제공하는 자본주의의 능력이 점진적으로 감소하고 서구에서 사회주의 혁명을 위한 토대를 마련하고 있음을 반영한다. 정치적으로 제1차 세계 대전은 선진 자본주의 국가들의 퇴폐적 본질을 레닌에게 증명했는데, 즉 자본주의가 그 자체의 이전 성과를 진보시키기보다는 파괴하는 단계에 도달했음을 의미한다.
레닌이 표현한 퇴폐 사상에 직접적으로 반대했던 인물은 『대중의 봉기』(1930)의 호세 오르테가 이 가세트였다. 그는 "대중인"이 물질적 진보와 과학적 발전의 개념을 기대할 정도로 깊이 내면화했다고 주장했다. 그는 또한 현대의 진보가 로마 제국의 진정한 퇴폐와는 반대된다고 주장했다.

### 좌파 공산주의
퇴폐는 현대 좌파 공산주의 이론의 중요한 측면이다. 레닌의 용법과 유사하게, 코민테른 출신인 좌파 공산주의자들은 애초부터 퇴폐론으로 시작했지만, 공산주의 좌파는 퇴폐론이 카를 마르크스의 방법의 핵심에 있다고 보며, 이는 『공산당 선언』, 『그룬트리세』, 『자본론』과 같은 유명한 저작들, 그리고 특히 『정치경제학 비판 요강 서문』에 표현되어 있다.
현대 좌파 공산주의 이론은 레닌이 제국주의 정의에 있어 실수했다고 (비록 그의 실수가 얼마나 심각했고 제국주의에 대한 그의 연구 중 얼마나 유효한지는 그룹마다 다르지만) 주장하며, 이 문제에 있어서는 로자 룩셈부르크가 기본적으로 옳았다고 본다. 따라서 레닌과 유사하게 자본주의를 세계적 시대로 받아들이지만, 어떤 자본주의 국가도 이 시대에 반대하거나 벗어날 수 없다고 본다. 반면, 자본주의 쇠퇴의 이론적 틀은 그룹마다 다르다. 국제공산주의흐름과 같은 좌파 공산주의 조직은 세계 시장과 그 확장을 강조하는 기본적으로 룩셈부르크주의적 분석을 고수하는 반면, 다른 조직들은 독점과 이윤율 하락 경향을 강조하는 블라디미르 레닌, 니콜라이 부하린, 그리고 가장 중요하게는 헨릭 그로스만과 폴 마틱의 견해에 더 부합하는 시각을 가진다.

## 같이 보기
- 아노미
- 빵과 서커스
- 도둑정치
- 후기자본주의
- 서양의 몰락
- 퇴폐예술
- 자크 바전

## 더 읽어보기
- Richard Gilman, Decadence: The Strange Life of an Epithet (1979). ISBN 0-374-13567-3
- Matei Calinescu, Five Faces of Modernity. ISBN 0-8223-0767-7
- 마리오 프라츠, The Romantic Agony (1930). ISBN 0-19-281061-8
- 자크 바전, 새벽에서 퇴폐까지, (2000). ISBN 0-06-017586-9
- A. E. Carter, The Idea of Decadence in French Literature (1978). ISBN 0-8020-7078-7
- Michael Murray, Jacques Barzun: Portrait of a Mind (2011). ISBN 978-1-929490-41-7